# Pallacanestro Broni 93 2006-2007
La Pallacanestro Broni 93 nella stagione 2006-2007 ha preso parte al campionato di Serie A2, classificandosi al quinto posto al termine della stagione regolare. È la tedesca Annika Danckert la prima giocatrice comunitaria nella storia della società bronese.